# قاعدة شيف
قاعدة شيف (بالإنجليزية: Schiff base)‏ (أو أساس شيف)، وذلك نسبة للكيميائي الألماني هوغو شيف، عبارة عن إيمينات تكون فيها ذرة النيتروجين مرتبطة بأريل أو ألكيل، ولكن ليس بذرة هيدروجين.
لقاعدة شيف الصيغة العامة R1R2C=N-R3. يكون لارتباط الباقي العضوي بذرة النيتروجين تأثيراً مثبتاً للإيمين.
في حال اشتقاق قاعدة شيف من الأنيلين، حيث تكون R3 عبارة عن مجموعة فينيل، أو فينيل مستبدل، فإن المركب الناتج يمكن أن يطلق عليه اسم أنيل.
يمكن لمركبات قاعدة شيف أن تحضر من تفاعل الأمينات العطرية مع مركبات حاوية على مجموعة كربونيل، حيث تحدث عملية إضافة محبة للنوى ويتشكل أولاً هيميأمينال hemiaminal، يتبعه تفاعل بلمهة ليعطي الإيمين (قاعدة شيف).
في أحد التفاعلات النمطية يتفاعل 4,4'-ثنائي أمينو ثنائي فينيل الإيثر مع أورثو فانيلين:

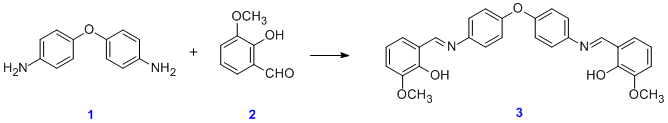
مزيج من 4,4'-ثنائي أمينو ثنائي فينيل الإيثر 1 (1.00 غ, 5.00 ميلي مول) و o-فانيلين 2 (1.52 غ، 10.00 ميلي مول) في وسط من الميثانول (40.00 مل) يحرك عند درجة حرارة الغرفة لمدة ساعة ليعطي راسب برتقالي. بإجراء عملية ترشيح والغسل بالميثانول نحصل على قاعدة شيف 3 (2.27 غ, 97.00%)